# Второй раз в Крыму
«Второй раз в Крыму» — советский фильм 1984 года режиссёра Павла Любимова по сценарию кинодраматурга Владимира Железникова.

## Сюжет
Генерал ВС СССР направляется на лечение в санаторий в Крым. Бывший фронтовик, в 1941-м вышедший из окружения, а в 1944-м освобождавший Крым, гуляя по городу, вспоминает военное время, когда он был в этих краях в первый раз. Случайно познакомившись с одной семьёй, генерал принимает участие в решении проблем мальчика и его старшей сестры, по-своему уча их быть смелыми и честными.

## В ролях
- Георгий Юматов — Сергей Алексеевич Князев, генерал
- Андрей Ломов — Витя
- Сережа Гусак — Коля
- Валерия Лиходей — Алёна
- Муза Крепкогорская — бабушка Коли и Алены
- Наталья Вилькина — Елена Павловна, врач
- Ольга Гобзева — медсестра
- Виктор Корешков — Игорь «Тиссо», циркач
- Андрей Петров — Василий Васильевич Новиков
- Леонид Белозорович — Филиппович, генерал-лейтенант
- Сергей Голованов — Николай Петрович
- Елена Финогеева — Лусия
- Мария Зубарева — Мария, жена Князева
- Герман Качин — катерщик
- Виталий Максимов — иллюзионист
- Ольга Григорьева — воспитательница
- Сергей Плотников — отдыхающий

## Песни в фильме
В фильме звучат песни:
- «Вечный огонь» — муз.: Ю. Саульский, сл.: Л. Завальнюк; исполняет — Валентин Никулин.
- «Орлёнок» — муз.: В. Белый, сл.: Я. Шведов; исполняет — Ирина Архипова.

## Съёмки
Место съёмок — Ялта. Дом, в квартире которого по сюжету поселяется главный герой, расположен на перекрёстке переулка и улицы Нахимова, чуть выше школы № 4, а мемориал, куда герой приходит к вечному огню, — это Холм Славы. Санатории в фильме — «Россия» и «Форос», "Понизовка". В кадре можно увидеть порт, автобус «Икарус» рейса № 18, который проезжает по улице Бассейной возле дома Надсона (реальный маршрут этого автобуса проходит не там), кафе «Робинзон» с открытой площадкой.
Сцена танковых учений снималась на полигоне 5-го отдельного армейского корпуса в Белорусском военном округе, в роли военных — солдаты и офицеры корпуса, а эпизодическую роль полковника из Генштаба исполнил настоящий полковник — возглавлявший привлечённую к съемкам фильма армейскую тактическую группу Михаил Константинович Чигир.
В фильме использованы кадры военной кинохроники и Парада на Красной площади 1945 года.

## Критика
Фильм «Второй раз в Крыму» адресован юным зрителям и поднимает вопросы преемственности поколений.— Агитатор, 1985 год

Одна из последних главных ролей великолепного и трагического Георгия Юматова, как нельзя лучше соответствующая его мужественному амплуа. Ветеран войны приезжает в Крым, где когда-то был счастлив.— Коммерсантъ, 2008 год
Неоднократно замечено, что исполнитель главной роли генерала, в 1944 году освобождавшего Крым, Георгий Юматов фактически играл сам себя, свой характер — он был моряком-фронтовиком и в 1942 году принимал участие в боевых действиях в Крыму в составе Евпаторийского десанта
.